# Бреји
Бреји (фр. Breilly) насеље је и општина у североисточној Француској у региону Пикардија, у департману Сома која припада префектури Амјен.
По подацима из 2011. године у општини је живело 464 становника, а густина насељености је износила 80,98 становника/km². Општина се простире на површини од 5,73 km². Налази се на средњој надморској висини од 17 метара (максималној 101 m, а минималној 12 m).

## Демографија
| 1962. | 1968. | 1975. | 1982. | 1990. | 1999. | 2011. |
| ----- | ----- | ----- | ----- | ----- | ----- | ----- |
| 389   | 403   | 419   | 434   | 434   | 462   | 464   |

График промене броја становника у току последњих година